# Xã Washington, Quận Schuylkill, Pennsylvania
Xã Washington (tiếng Anh: Washington Township) là một xã thuộc quận Schuylkill, tiểu bang Pennsylvania, Hoa Kỳ. Năm 2010, dân số của xã này là 3.033 người.